# 勒文施泰因-韋爾特海姆-羅森貝格的康斯坦丁
勒文施泰因-韋爾特海姆-羅森貝格的康斯坦丁（德語：Konstantin zu Löwenstein-Wertheim-Rosenberg，1802年9月28日—1838年12月27日），德國貴族，勒文施泰因-韋爾特海姆-羅森貝格親王卡爾·托馬斯的獨子。

## 家庭
1829年，康斯坦丁與霍恩洛厄-朗根堡的阿格尼絲結婚，兩人共有1子1女：
1. 阿德海德（1831年—1909年）
2. 卡爾（1834年—1921年）